# Pronotogrammus eos
Pronotogrammus eos är en fiskart som beskrevs av Gilbert, 1890. Pronotogrammus eos ingår i släktet Pronotogrammus och familjen havsabborrfiskar. Inga underarter finns listade i Catalogue of Life.